# Henri d'Arzillières
Henri d'Arzillières (né vers 1175 - † vers 1209) est seigneur d'Arzillières à la fin du XIIe siècle et au début du XIIIe siècle. Il est le fils de Guillaume Ier d'Arzillières, seigneur d'Arzillières, et d'Élisabeth de Dampierre, dame de Coole.

## Biographie
Vers 1190, il devient seigneur d'Arzillières après la mort de son frère Gautier Ier, probablement pendant le siège de Saint-Jean-d'Acre durant la troisième croisade.
En 1199, il est présent au Tournoi d'Écry donné par le comte de Champagne Thibaut III et au cours duquel le prédicateur Foulques de Neuilly prêche la croisade réclamée un an plus tôt par le pape Innocent III. Comme de nombreux seigneurs champenois, il décide de prendre la croix.
En 1202, avant son départ, il donne à l'abbaye de Cheminon une rente de grains à prendre sur les dîmes de Joy à Coole. Il fonde probablement vers la même époque la chapelle du château de Gigny.
Vers 1202, il part en direction de la terre sainte mais ne rejoint pas l'armée principale à Venise et accompagne Renard II de Dampierre-en-Astenois et Vilain de Nully qui gagne les Pouilles afin d'embarquer pour Saint-Jean-d'Acre, nouvelle capitale du royaume de Jérusalem.
En terre sainte, Renard tente d'abord de persuader le roi Amaury de Lusignan de rompre sa trêve avec Al-Adel, sultan d'Égypte ayyoubide, ce que le roi refuse. Renard entre ensuite au service du prince Bohémond IV d'Antioche, et le 16 mai 1203, avec une troupe d'environ 80 chevaliers, il est pris en embuscade près du village de Baarin par les forces d'El-Malik ed-Zahir Ghazi, émir d'Alep. L'ensemble des croisés est tué (comme Vilain de Nully) ou capturé (comme Renard II de Dampierre-en-Astenois). Henri fait probablement partie des prisonniers mais les conditions de sa libération et de son retour en Champagne sont inconnues.

## Mariage et enfants
Il épouse Agnès de Joigny, veuve de Simon de Broyes, seigneur de Beaufort, fille de Renard IV, comte de Joigny, et d'Adélaïde de Nevers (ou, selon certains historiens, Agnès de Montreal, fille d'Anséric II de Montreal et de Sybille de Bourgogne) dont il a deux enfants :
- Gautier II d'Arzillières, qui succède à son père ;
- une fille désignée comme la dame de Fayel dans une charte de février 1231[1].

## Source
- Marie Henry d'Arbois de Jubainville, Histoire des Ducs et Comtes de Champagne, 1865.
- Édouard de Barthélémy, Les Seigneurs et la Seigneurie d’Arzillières, 1887.
- Louis Broullion, Recherches  historiques sur Arzillières.
- Site de la Mairie d'Arzillieres-Neuville